# Mendefera
Mendefera (voorheen Adi Ugri) is een stad in Eritrea en is de hoofdplaats van de regio Debub.
Mendefera telt omstreeks 25.000 inwoners (2012). De naam van de stad is afgeleid van een heuvel in het centrum en betekent 'niemand durfde', wat herinnert aan de plaatselijke anti-koloniale beweging.

## Geschiedenis
Mendefera ontstond in de vijfde eeuw v.Chr. Het ontwikkelde zich tot een belangrijke stad in de Aksumitische beschaving. Tijdens de bouw van een muur werd bij toeval een archeologische vindplaats ontdekt uit de 2de eeuw v.Chr. Sinds 1959 zijn een groot aantal gebouwen opgegraven, daarbij zijn zowel kruizen als Romeinse en plaatselijke munten gevonden. Verder zijn keramiek, halskettingen, bronzen armbanden en menselijke resten aangetroffen op wat eens een begraafplaats was. Andere plekken met onder andere graftomben moeten nog worden onderzocht.
De stad is tegenwoordig een drukke marktplaats in een vruchtbaar landbouwgebied. Er zijn ook enkele zowel kleine als grotere productiebedrijven.

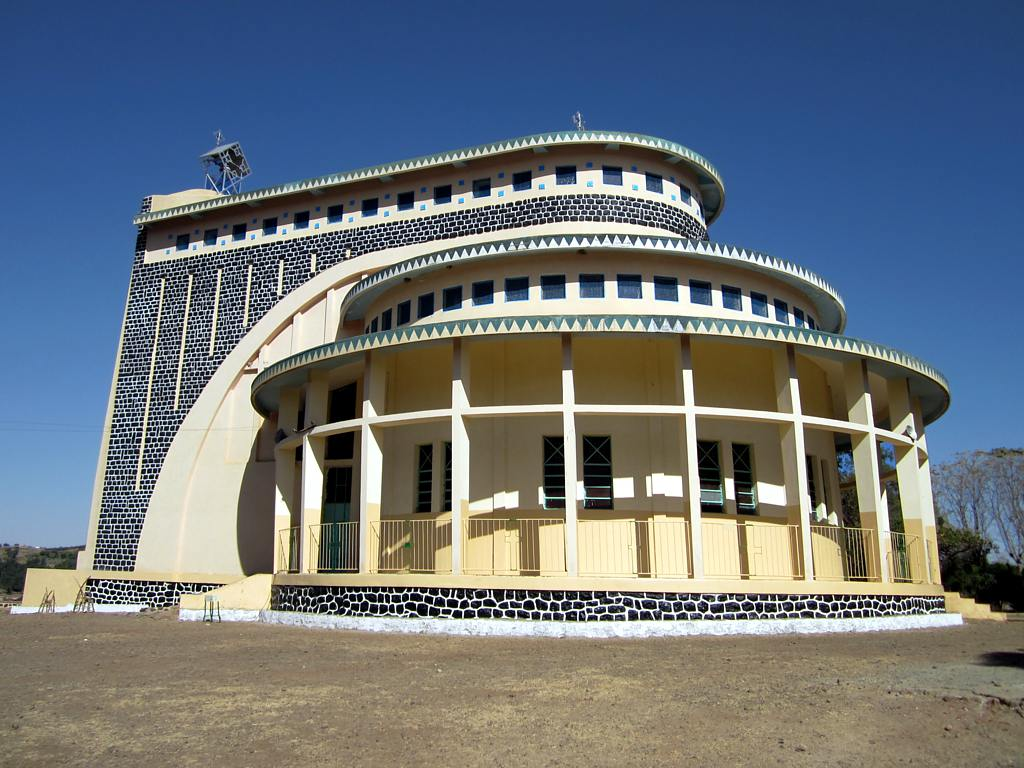
Koptische kerk van St. George

## Ligging
De stad ligt in het hoogland op ruim 1900 meter boven zeeniveau. In de omgeving van Mendefera liggen de dorpen Guhtse'a, Ksad Da'aro, en Adi Bana. De stad ligt in het midden van het land, ten zuiden van de hoofdstad Asmara. De bevolking bestaat vooral uit Tigrinya. In de stad bevinden zich een katholieke, een orthodoxe en een koptische kerk, evenals enkele moskeeën.

##### Economie
Mendefera is een belangrijke markt van landbouwproducten zoals granen, groenten en fruit. Er wordt onder andere tef verhandeld, een fijne graansoort afkomstig uit het achterland van de Hoorn van Afrika, gebruikt voor de bereiding van Injera, een typisch gerecht uit Eritrea en Ethiopië. De economie van de stad kan ook rekenen op een secundaire sector die wordt gekenmerkt door de gevarieerde productie van goederen door lokale industrieën.
In Mendefera zijn enkele hotels aanwezig.

## Klimaat
Mendefera en omgeving liggen min of meer op de grens van een heet semi-aride klimaat (code BSh volgens de klimaatclassificatie van Köppen) en een gematigd savanneklimaat (code Cw). De overdagtemperaturen liggen het grootste deel van het jaar rond 27° tot 30 °C, behalve in juli en augustus. Dan is het regentijd en is het bij veel bewolking en buien niet warmer dan ongeveer 23 °C. Door de vrij hoge ligging boven zeeniveau zijn de nachtelijke minima relatief laag; rond 8° in januari tot 13° in juni.
De hoeveelheid neerslag bedraagt rond 600 mm per jaar. De natste maanden zijn juni met 57 mm regen, juli met 190 mm en augustus met 189 mm. Van december t/m februari valt er in totaal niet meer dan 8 mm als de intertropische convergentiezone te ver naar het zuiden ligt om voor buien te kunnen zorgen.